# 劇場版美少女戰士R
劇場版美少女戰士R是三部劇場版美少女戰士的首發作品，於1993年12月5日在日本首度上映。本片的命名來自動畫美少女戰士的第二部作品: 美少女戰士R，兩者的播映日期相當接近。由於在劇中小小兔已經明瞭各個戰士的真實身分，所有角色依舊身處於現代而非未來，地場衛與月野兔亦重新相聚，劇中的事件應是發生於美少女戰士R的中後半段之間。

## 劇情
影片開場時，年幼的地場衛身處在一棟醫院的屋頂，並將一朵玫瑰送給另一個小男孩。小男孩答謝他並說: 「將來總有一天，就換我為你帶很多花回來。」言畢便憑空消失了。
鏡頭切換至現代，地場衛、月野兔，與其他四位內部戰士來到植物園遊玩。正當小兔想跟地場衛接吻時，地場衛發現他們正被其他人窺視，便獨自離開至戶外，小兔與其他人則依舊在原處嬉鬧。
離他不遠處的噴水池突然沉寂下來，並有一朵玫瑰花瓣自他身邊飄落。正當女孩們也到了戶外時，天空轉為黑暗，並飄落了許多花瓣，令小兔與小小兔非常高興。隨後，一位與地場衛年齡相近的年輕男子出現，花瓣則在同時間消失。月野兔跑至地場衛的身邊，問他有沒有看到花瓣，但男子打斷他們的對話，並緊握著地場衛的手。小兔被當下的情況嚇住了，且地場衛也回想不起來男子到底是誰。正當小兔想撥開男子的手的同時，男子轉為憤怒，並將她推倒，且誓言自己一定會實現承諾。男子將大量的花瓣射向在場的每個人之後，便隨著花瓣一同消失了。正當女孩們對於男子的身分感到困惑的同時，地場衛則自語著:「菲歐雷?難道說…」
回到了小麗的神社之後，女孩們討論著一顆正在接近地球的隕石，且露娜與阿提密斯在其上發現到了植物的蹤跡。話題很快便帶到地場衛與菲歐雷的關係，小兔也回憶起地場衛曾跟她說自己在失去家人後相當孤獨，以及小兔自己表明願意成為他的家人的承諾。
到了第二天，在女孩們的上學途中，菲歐雷派了花妖魔到東京，命她吸收居民的生命能量。女孩們變身成水手戰士，解救了他們，卻遭受到與琪雪妮安之花合作的菲歐雷攻擊而負傷。正當菲歐雷將要以爪子般的指甲殺死水手月亮之際，已變身成晚禮服假面的地場衛卻縱身阻擋在她面前，而被菲歐雷殺傷。難過之際，菲歐雷將虛弱的地場衛帶回正在接近地球的隕石上，並將他安置在一個充滿液體的水晶當中療傷。
地場衛回憶起，當年自己失去父母後，便很快和與他同樣年幼的菲歐雷成為了朋友。雖然如此，地場衛卻曾經認為菲歐雷只是自己幻想出來的同伴罷了。非歐雷在當時不得不離開地球，因為地球的大氣環境並不適合他。就在菲歐雷離開之前，地場衛送了他一朵玫瑰。自此，菲歐雷便在宇宙中漂泊，尋找一朵他認為值得送給地場衛的花朵，最終發現了琪雪妮安之花，但也遭受其控制身心。隨後他回到地球，以地場衛遭受地球人類的迫害而孤寂為由，向人類尋求復仇。
同一時間，戰士們發現隕石散發出的能量，與花妖魔的邪惡能量相符，並認定菲歐雷必定藏身在該隕石上，並將地場衛囚禁在該處。就在露娜與阿提密斯告知戰士們，關於琪雪妮安之花是如何利用心智薄弱的人，摧毀多個行星的傳說之後，戰士們將自己傳送上了隕石，準備與菲歐雷一戰，並解救地場衛。
隕石早已被成千上萬的花朵覆蓋著。菲歐雷向戰士表示，將要把花朵跟隕石一同帶到地球上，並整個地球覆蓋，以吸取人類的能量，戰士們隨後與為數眾多的花妖魔戰鬥。在花妖魔逐漸處於下風之際，花妖魔開始聚合在一起，如排山倒海一般將戰士們淹沒。正當戰士被掩埋之前，水手火星抓住了水手月亮並將她甩至一旁，令她躲過一劫。菲歐雷威嚇水手月亮，命她放下武器並投降，否則將對其他戰士不利。戰士們希望水手月亮繼續戰鬥，但她卻在放下武器後開始哭泣。震驚於眼前的場景，菲歐雷慢慢掙脫了琪雪妮安之花的控制，花妖魔也逐漸消失。
但琪雪妮安之花很快再度控制住菲歐雷。正當菲歐雷開始攻擊水手月亮之時，地場衛從水晶中掙脫。菲歐雷控訴小兔，認為她無法了解他的孤寂，但這舉動卻也讓其他的戰士們回想起自身也曾經是獨自一人。戰士們告訴菲歐雷，若不是成為了小兔的朋友，他們將會更為孤單，並哀求菲歐雷不要對小兔下毒手。在菲歐雷準備置小兔於死地時，地場衛及時以一朵玫瑰擊中了菲歐雷的胸口，解救了小兔。琪雪妮安之花對於菲歐雷的控制也因為這朵玫瑰的關係而失效。
菲歐雷認為他被地場衛背叛了，隕石上的所有花朵逐漸消失無蹤，但隕石依舊以高速向地球接近。小兔甦醒後，在不顧戰士們的警告之下，使用了銀水晶，希望能改變隕石的路徑以解救地球。但菲歐雷突然抓住小兔的變身胸針，打算阻止她。在小兔握住了菲歐雷的手之後，菲歐雷看到了過往的幻影，才明白在年幼時，正是因為小兔送了地場衛一朵玫瑰，地場衛也才得以將這朵玫瑰送給菲歐雷。受到了眼前的景象而感動，菲歐雷完全掙脫了琪雪妮安之花，讓毫無還擊之力的琪雪妮安之花消失在火焰中，隨後自己也消失不見。地場衛與其他戰士將力量借給小兔，讓她藉由銀水晶改變了隕石的航道。就在地球受到解救之際，銀水晶卻因承受太大的力量而破碎，令小兔奄奄一息。在大家難過之時，菲歐雷再度出現，向地場衛表示謝意，並給予他一朵生命之花。地場衛透過向小兔深吻，譲小兔喝了生命之花的能量花蜜後重新復活，菲歐雷也恢復到年幼的模樣，再度離開地場衛，回到宇宙中。

## 新角色

### 菲歐雷
菲歐雷（Fiore）是本片中的反派角色之一。身為一個孑然一身的外星人，他與地場衛的友誼給予了他力量，並促使他花費了相當多時間與心力，尋找一朵他認為值得送給地場衛的花朵。雖然這並未受到本片製作單位的承認或否認，但片中劇情很明顯暗示出，菲歐雷對於地場衛有一定程度的單戀情節，甚至是佔有慾。菲歐雷來到地球的時間，與地場衛的雙親因車禍而亡的意外，相去不遠。兩個人在短時間內便成為了好朋友，但菲歐雷發現到，地球的大氣並不適合他，因此決定離開地球。在他離開之前，地場衛送了他一朵玫瑰做為禮物，也讓菲歐雷決定往後將同樣以花朵回報他。如此的決定，讓菲歐雷遭遇到了琪雪妮安之花。
菲歐雷的名字之羅馬拼音：Fiore，在義大利語中，即為「花朵」之意。導演幾原邦彦曾在與本劇一同發行的畫冊中表示，在劇本中，菲歐雷的日文全名為(Fiorieiru )，意即花朵(Fiore)與外星人(Alien)的結合。
菲歐雷的外型與另外兩個外星人非常相似: Ali與Ann(尤其是Ali)，他們來自美少女戰士R的第一個橋段: 魔界樹。在劇中，菲歐雷的衣著變換了相當多次，皆與這兩位角色的衣著相當雷同，且同樣都對於地球的環境有所排斥。菲歐雷可以在身旁產生氣泡般的力場保護自己，讓他在宇宙中漂游時不受環境影響。但他並不像Ali與Ann一樣，必須依賴魔界樹的能量為生；菲歐雷有能力靠自己的力量存活。
在片中，成年時的菲歐雷是由綠川光擔當配音（跟Ali一樣），年幼時則為丸尾知子。

### 琪雪妮安之花
琪雪妮安（Kisenian）之花為本片另一個反派角色。她的名字是基於植物學中的用字: xenia，用以形容「異花受精時花粉對於種子之直接作用」。而在希臘語中，xenia(ξενία)也表示「主、客之間的款待、交流行為」。這正象徵著，菲歐雷將琪雪妮安之花視為長久尋覓的目標，欲將她獻給地場衛，但琪雪妮安之花卻因此寄身在非歐雷身上，控制他的身心，藉以行動。
因生性邪惡，琪雪妮安之花在遭遇菲歐雷之前，早已摧毀宇宙中無數的星球。琪雪妮安之花雖能獨自生存，但無法獨自行動，必須寄生在宿主身上才能作出行動。這些宿主通常是意志不定或心靈脆弱的人。露娜與阿提密斯稱她是「宇宙中最危險的花朵」。
一旦被宿主拾起，並寄生在宿主上後，琪雪妮安之花會讓宿主的心中產生無比的恨意，且對她言聽計從。當她從宿主吸收足夠的力量之後，便著手摧毀眼前的的星球，以及可憐的宿主。在這之後，琪雪妮安之花又會靜靜等待著下一個犧牲品上門。
琪雪妮安之花具有產生種子，製造出花妖魔的能力。雖然這些花妖魔可以獨自行動，但片中並未明示她們是否單純只是琪雪妮安之花自身意識之延伸，或是完全獨立的生命，但這些花妖魔皆有自己的名字與獨特的外型，包括被派到東京蒐集能量，外型如蜘蛛一般的(Glycina)，具飛行能力的(Campanula，意即風鈴花)，以及在隕石上大量出現，與戰士們戰鬥的(Darian)
琪雪妮安之花是由冬馬由美擔當配音。

## Make Up! 水手戰士
當劇場版美少女戰士R於日本的電影院上映時，在其正片之前，有一段額外的十五分鐘小短片: Make Up! 水手戰士。片中，小兔與小小兔在露天咖啡廳無意間聽到兩個女生談論水手戰士的對話，因為她們在咖啡廳看到了劇場版美少女戰士R的電影海報。正當兩個女生討論，哪一個戰士是最聰明、最優雅，以及最強壯之時，小兔總認為她們是在說她自己，小小兔則對於小兔的自作多情感到可笑。每當其中一個戰士成為話題焦點時，畫面會出現該戰士在動畫中最初登場時的鏡頭，並以該戰士的角色歌曲為背景音樂。正當女孩們談論完晚禮服假面而要離開時，小兔卻衝到她們面前，問她們對水手月亮的看法。女孩們給予了水手月亮相當多的讚美，但不同於她們談論其他戰士，女孩們卻也一一指出水手月亮的缺點。就在女孩們離開後，小兔以挖苦並自嘲的語氣說，自己本來就是個笨手笨腳又愛哭的女生。短片最終以小兔無理取鬧又誇大的哭泣結束。

## 主題曲
| 類別                     | 歌曲                                      | 作詞       | 作曲     | 編曲     | 歌手                                             |
| ------------------------ | ----------------------------------------- | ---------- | -------- | -------- | ------------------------------------------------ |
| 正片開場曲               | 「ムーンライト伝説」(月光傳說)            | 小田佳奈子 | 小諸鉄也 | 池田大介 | DALI                                             |
| 正片插入曲及片尾曲       | 「Moon Revenge」                          | 冬杜花代子 | 小坂明子 | 林有三   | 三石琴乃、久川綾、富沢美智恵、篠原恵美、深見梨加 |
| Make Up! 水手戰士 片尾曲 | 「I am セーラームーン」(I am Sailor Moon) | 武內直子   | 永井誠   | 林有三   | 三石琴乃、久川綾、富沢美智恵、篠原恵美、深見梨加 |

## 外部連結
- 互联网电影数据库（IMDb）上《劇場版美少女戰士R》的资料（英文）
- 豆瓣电影上《劇場版美少女戰士R》的資料 （简体中文）

| 台灣MOMO親子台 星期六21:00-22:30節目 | 台灣MOMO親子台 星期六21:00-22:30節目 | 台灣MOMO親子台 星期六21:00-22:30節目 |
| ------------------------------------ | ------------------------------------ | ------------------------------------ |
|                                      | 美少女戰士R劇場版 （2012年8月4日）   |                                      |
| 喜羊羊與灰太狼之深海尋寶             | 美少女戰士S劇場版                    |                                      |